# Henneckenmoor bei Scheuen
Henneckenmoor bei Scheuen este o arie protejată (arie specială de conservare — SAC, sit de importanță comunitară — SCI) din Germania întinsă pe o suprafață de 36 ha, integral pe uscat.

## Localizare
Centrul sitului Henneckenmoor bei Scheuen este situat la coordonatele 52°41′12″N 10°07′32″E / 52.6867°N 10.1256°E.

## Înființare
Situl Henneckenmoor bei Scheuen a fost declarat sit de importanță comunitară în ianuarie 2005 pentru a proteja 1 specie de animale. Situl a fost protejat și ca arie specială de conservare în iunie 2018.

## Biodiversitate
Situată în ecoregiunea atlantică, aria protejată conține 5 habitate naturale: Lacuri și iazuri distrofice naturale, Pajiști umede nord-atlantice cu Erica tetralix, Turbării active, Mlaștini turboase de tranziție și turbării mișcătoare, Depresiuni pe substraturi de turbă de Rhynchosporion.
La baza desemnării sitului se află o specie protejată de  nevertebrate: libelule (Leucorrhinia pectoralis)
Pe lângă speciile protejate, pe teritoriul sitului au mai fost identificate 1 specie de plante.